# Radu Vasile
Radu Vasile, també conegut amb el seu sobrenom literari Radu Mischiu (Sibiu, Romania 1942 - Bucarest 2013), fou un polític, economista, poeta i historiador romanès, va ser de 1998 a 1999 Primer ministre de Romania.

## Infància i estudis
Radu Vasile va néixer a Drăgăşani, Vâlcea, Romania el 10 d'octubre de 1942, tot i que més tard marxà a viure a Bucarest.
El 1967 es doctorà en història a la Universitat de Bucarest, i deu anys més tard, obté el doctorat en economia. Des de 1967 a 1969 treballà al Museu municipal de Bucarest. De 1972 a 1989 treballà de docent a l'Acadèmia d'Economia de Bucarest. Des de 1993 és catedràtic en economia a la AEB. De 1992 a 1994 fou director del diari Dreptatea.

## Vida política
L'any 1972 s'afilià al Partit Comunista Romanès (PCR), inicialment donà suport a les polítiques de Nicolae Ceauşescu, però durant la Dècada de 1980, s'hi distancià bastant.
Després de la Revolució Romanesa de 1989, s'afilià a l'Partit Nacional Democristià Agrari (PNŢ-CD), i fou elegit vicepresident de la gestió econòmica del partit, el 1990. El febrer de 1998 és elegit Secretari General del PNŢ-CD, càrrec que mantingué fins al desembre de 1999. De 1993 a 1998 fou senador pel seu partit, i participà en la comissió parlamentària de les relacions amb la Unió Europea.

## Primer Ministre (1998-1999)
El 30 de març de 1998, el fins aleshores Primer Ministre, Victor Ciorbea, dimití. Aquest nomenà a Gavril Dejeu com a Primer ministre interí però el 17 d'abril de 1998, la Convenció Democràtica Romanesa (que formava el govern), el designà Primer Ministre. La seva entrada com a Primer Ministre, suposà una conservadorització del govern, per què expulsà a Alexandru Athanasiu del Ministeri d'Estat. El seu mandat fou una de les ocasions de recuperar l'hegemonia dels governs de la CDR, i recuperar l'economia, però no serví de res, per què es tornà a emfrentar amb una nova marxa dels miners a Bucarest, i d'una falta d'autoritat dins del govern. Finalment dimití el 13 de desembre de 1999, i fou substituït, pel socialdemòcrata Alexandru Athanasiu.

## Vida post governamental
Després de la seva dimissió al govern, també renuncià a la Secretaria General del PNŢ-CD (desembre de 1999), i més tard abandonà el partit (2000). El mateix any entrà al Partit Demòcrata, i en les eleccions de 2000 fou elegit Senador fins al 2004, quan es retirà de la política activa.
Morí el 3 de juliol de 2013 a Bucarest a causa d'un càncer de còlon.

## Obres literàries
- Economia mundial, avingudes i fases de modernització (1987, 1997)
- Moneda i economia (1994)
- Mondea i polítiques fiscals (1995)
- Un manual de la història de l'economia (1995)
- Des del segle del ferro a la Segona Guerra Mundial (1998)